# Oenopota excurvata
Oenopota excurvata é uma espécie de gastrópode do gênero Oenopota, pertencente a família Mangeliidae.